# 星槎もみじ中学校
星槎もみじ中学校（せいさもみじちゅうがっこう）は、北海道札幌市厚別区にある私立中学校。学校法人国際学園が運営している。学びの多様化学校（いわゆる不登校特例校）に指定されている。

## 概要
- 星槎大学、星槎高等学校、星槎国際高等学校、星槎中学校、星槎名古屋中学校、ピーターパン幼稚園、青葉台幼稚園は系列校である。

## 沿革
- 2014年 - 開校

## 部活動
- 運動部
  - 陸上部
  - 卓球部
  - バドミントン部
- 文化部
  - 美術部
  - 演劇部

## 同好会
- パソコン・ゲーム同好会
- 鉄道研究同好会
- ボードゲーム・カードゲーム同好会
- サッカー・フットサル同好会
- 玩具同好会

## 主な行事
- 4月 - 入学式、新入生歓迎会
- 6月 - 修学旅行（３年）
- 7月 - サマースクール（１年）、職業体験学習
- 8月 - 芸術鑑賞会
- 9月 - 国際交流会
- 10月 - 学校祭
- 12月 - アートフェス
- 1月 - 雪中カルタ大会
- 2月 - スケート実習
- 3月 - 卒業式、3年生を送る会、英語表現体験

芸術表現体験は改名され、2022年度よりアートフェスとして運営されている。

## 周辺

### ショッピングセンター
- もみじ台ショッピングセンター

### スーパーマーケット
- ホクノースーパー 中央店
- マックスバリュ 厚別東店

### 幼稚園
- もみじ台幼稚園

### 小学校
- 札幌市立もみじの丘小学校
- 札幌市立もみじの森小学校

### 中学校
- 札幌市立もみじ台中学校

### 公園
- もみじ台北公園
- もみじ台ちびっこ公園
- 熊の沢公園

### 交番
- もみじ台交番

### 消防署
- 厚別消防署 もみじ台出張所

### 団地
- もみじ台団地

## 交通

### JR
- 新札幌駅 - 徒歩30分
- 上野幌駅 - 徒歩40分

### 地下鉄
- 札幌市営地下鉄東西線新さっぽろ駅 - 徒歩30分

### バス
- ジェイ・アール北海道バス - 循環新71・循環新72 もみじ台西2丁目線もみじ台西2丁目停留所

### 大学
- 星槎大学

### 高等学校
- 星槎高等学校
- 星槎国際高等学校

### 中学校
- 星槎中学校
- 星槎名古屋中学校

### 幼稚園
- ピーターパン幼稚園
- 青葉台幼稚園